# Pallacanestro Virtus Roma 1984-1985

Il roster della Banco di Roma per la stagione 1984-1985, in posa all'interno di piazza Navona

Formazione della Pallacanestro Virtus Roma 1984-1985.
1984/85
| 4  | Italia (bandiera)      | Mauro Crafa       |
| 5  | Italia (bandiera)      | Stefano Sbarra    |
| 6  | Italia (bandiera)      | Dario Iardella    |
| 7  | Stati Uniti (bandiera) | Raymond Townsend  |
| 8  | Stati Uniti (bandiera) | Bruce Flowers     |
| 9  | Italia (bandiera)      | Renzo Tombolato   |
| 10 | Italia (bandiera)      | Enrico Gilardi    |
| 11 | Italia (bandiera)      | Fulvio Polesello  |
| 12 | Italia (bandiera)      | Paolo Scarnati    |
| 13 | Italia (bandiera)      | Marco Solfrini    |
| 15 | Italia (bandiera)      | Fabrizio Valente  |
|    | Italia (bandiera)      | Tullio Sacripanti |

- Allenatore: Valerio Bianchini
- Presidente: Eliseo Timò